# 龍山農
龍 山農（りゅう さんのう）は、中国漓江画派の中で代表的な画家である。
1944年に中国の桂林市に生まれ、嶺南画派の巨匠である黄独峰先生の下で中国画を勉強した。1968年に広西省芸術学院の美術専攻を卒業した。
彼の作品は度々中国国内外の絵画展に参加し、沢山の賞を受賞した。日本の京都、富士市、沼津市の芸術文化交流活動に参加するため、五回来日したことがある。
そして、シンガポールで個人の絵画展を三回ほど開いた。
龍山農は中国美術家協会広西省分会の理事を務めた。現在は桂林画院の副院長、バンコク中国画院名誉顧問、シンガポール抜萃画会海外芸術指導、広西省書画院院士、石濤芸術学会理事、桂林漓江画会会長などを担任している。